# Marc Klingler
Marc Klingler (* 11. Januar 1984 in Rapperswil-Jona) ist ein Schweizer Eishockeytorhüter, der seit 2010 beim EHC Arosa in der 1. Liga unter Vertrag steht.

## Karriere
Der 1,88 m grosse Torhüter spielte bereits in der Saison 2003/04 mit der Juniorenmannschaft der Rapperswil-Jona Lakers in der höchsten Schweizer Nachwuchsspielklasse und wurde ausserdem in derselben Spielzeit zweimal in das Profikader des Teams berufen, wo er allerdings nicht zum Einsatz in der Nationalliga A kam. Nach zwei weiteren Jahren, die Klingler zwischen Junioren- und Profimannschaft pendelte, feierte er schliesslich in der Saison 2006/07 sein NLA-Debüt für die Lakers, mit denen er auch in den Play-offs auf dem Eis stand.
In der folgenden Saison absolvierte der Schweizer zudem zwei Einsätze beim Kooperationspartner HC Thurgau in der National League B und war seitdem bei den Lakers Ersatztorhüter hinter Stammtorhüter Marco Streit. Während der Spielzeit 2008/09 wechselte Klingler in die drittklassige 1. Liga zum EHC Chur. In der Saison 2009/10 spielte er erneut für den HC Thurgau in der NLB. Seit 2010 steht er beim EHC Arosa in der 1. Liga zwischen den Pfosten.